# La Vraie Vie (roman)
Pour les articles homonymes, voir La Vraie Vie (homonymie).
La Vraie Vie est un roman belge d'Adeline Dieudonné paru le 29 août 2018 aux éditions de l'Iconoclaste.

## Écriture du roman
La Vraie Vie est le premier roman d'Adeline Dieudonné.

## Résumé
La narratrice, une adolescente, réside avec sa famille dans un lotissement des années 1970 baptisé le « Démo ». Dans sa maison, on retrouve quatre chambres : « la mienne, celle de mon petit frère Gilles, celle de mes parents, et celle des cadavres ». Son père est un chasseur, et sa mère, une femme effacée que la jeune fille compare à une amibe, effrayée par son mari qui la bat.
Au quotidien, la jeune fille dépense toute son énergie pour égayer cette vie amère, et celle de son petit frère Gilles. Jusqu'au jour où un accident bouleverse ce fragile équilibre.

## Réception du roman
Le premier roman d'Adeline Dieudonné est salué par la critique, qui qualifie son écriture d'« efficace », et son récit d'« impeccablement construit ». La finesse des personnages est également soulignée, de même que la justesse de l'humour noir et du suspense du livre, qualifié d’« hitchcockien »,.
Le livre a été vendu à plus de 250 000 exemplaires dans le monde. Traduit en vingt langues, et notamment en anglais par l'éditeur britannique World éditions, sous le titre Real life.

## Prix et distinctions
- Prix Première plume 2018[5]
- Prix du roman Fnac 2018[2].
- Prix Filigranes 2018[6].
- Prix Renaudot des lycéens 2018[7].
- Prix Victor Rossel 2018[8].
- Prix Goncourt choix de la Belgique et choix de l'Italie 2018.
- Prix Palissy 2019[9].
- Grand prix des lectrices de Elle catégorie roman 2019.
- Prix des lecteurs des écrivains du sud 2019 [10]
- Prix Rendez-vous du premier roman 2019[11]

## Éditions
- Éditions de l'Iconoclaste, 2018  (ISBN 9782378800239), 270 p.[12]
- Le Livre de poche, 2020  (ISBN 9782253100782), 210 p.

## Adaptation
Un projet d'adaptation cinématographique est en cours par la réalisatrice Marie Monge, en collaboration avec Adeline Dieudonné.